# Parachorius thomsoni
Parachorius thomsoni là một loài bọ cánh cứng trong họ Bọ hung (Scarabaeidae).